# Австралийский нактус
Австралийский нактус (лат. Nactus galgajuga) — вид чешуйчатых из семейства гекконов. Редкий и малоизученный вид с маленьким ареалом.

## Описание

### Распространение и места обитания
Водится в северо-восточном Квинсленде в Австралии. Обитает в полостях между гранитными валунами.

## Австралийский нактус и человек
До 1988 года предлагался для включения в Красную книгу МСОП.